# Tetranychus
Tetranychus es un género de ácaros. Es uno de los géneros de ácaros de mayor importancia económica, debido a su gran capacidad de afectar especies agrícolas. Este género tiene más de 140 especies, de las cuales las más significativas son Tetranychus urticae y Tetranychus cinnabarinus.